# Último Adán

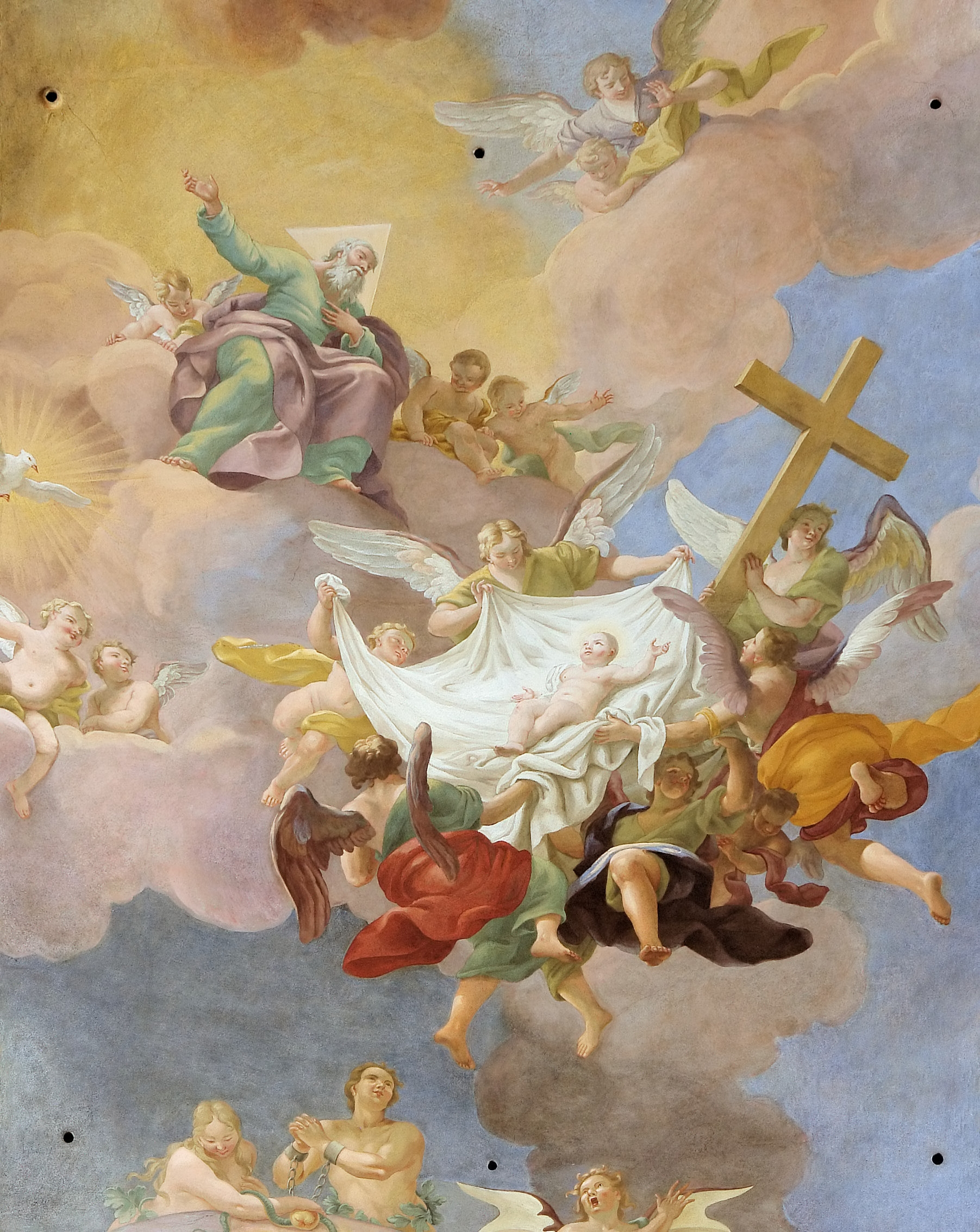
Gloria del Cristo recién nacido en la presencia de Dios el Padre y el Espíritu Santo. Detalle de una pintura del techo de Daniel Gran en la Iglesia de Santa Ana, de Viena. Adán y Eva son retratados a continuación, con cadenas.

El Postrer, Final o Último Adán es un título dado a Jesús en el Nuevo Testamento. Títulos similares que también se refieren a Jesús incluyen Segundo Adán y Nuevo Adán. John MacArthur iguala Último Adán con Segundo Adán.
Dos veces en el Nuevo Testamento se hace una comparación explícita entre Jesús y Adán. En Romanos 5:12-21, Pablo argumenta que «así como por la desobediencia de un hombre los muchos fueron constituidos pecadores, así también por la obediencia de uno, los muchos serán constituidos justos». En 1 Corintios 15:22, Pablo argumenta que «como en Adán todos mueren, también en Cristo todos serán vivificados», mientras que en el versículo 45 él llama a Jesús el «final/postrer/último Adán» (1 Corintios 15:45).
John Henry Newman utilizó la frase «Segundo Adán» en su himno «Praise to the Holiest in the height» [«Loor al Santísimo en las alturas»], que aparece por primera vez en The Dream of Gerontius [El sueño de Geroncio]:

O loving wisdom of our God!

When all was sin and shame,

A second Adam to the fight

And to the rescue came.

¡Oh piadosa sabiduría de nuestro Dios!

Cuando todo era pecado y vergüenza,

Un segundo Adán a luchar

Y para el rescate vino.

El título «Nuevo Adán» se enfatiza en la teoría de la recapitulación de la expiación.

## La representación paulina

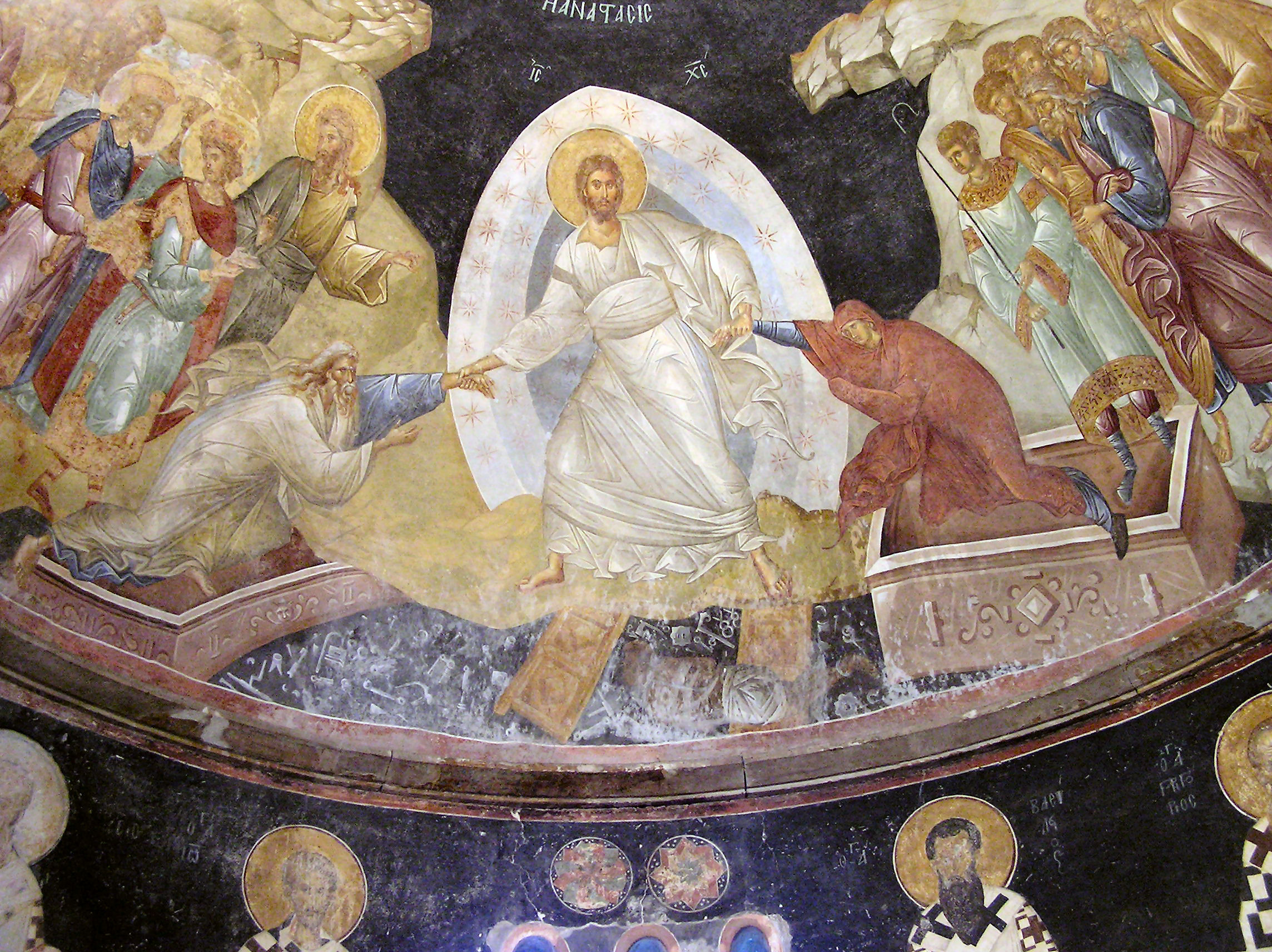
Jesús saca a Adán y Eva de sus tumbas en la resurrección. Parekklesion, Iglesia del Santo Salvador en Chora, Estambul.

El apóstol Pablo contrasta a Adán y a Cristo como dos personalidades colectivas o representativas (Romanos 5:12-21; 1 Corintios 15:20-23, 45-49) y considera a los seres humanos como poseyendo la imagen de Adán y la de  Cristo (1 Corintios 15:49). Cuando la desobediencia de Adán significaba pecado y muerte para todos, la mayor obediencia de Cristo reparó los daños causados por Adán al traer la justicia y la abundancia de la gracia (Romanos 5:12-21). Como «espíritu vivificante», el Último Adán resucitó de entre los muertos y nos transformó a través de la resurrección a una existencia espiritual celestial (1 Corintios 15:20-23, 45, 48-49). Así la cristología paulina de Adán involucraba tanto la obediencia del Jesús terrenal (Romanos 5:) y el papel de Cristo resucitado como dador del Espíritu (1 Corintios 15).
El mismo símbolo, utilizado para expresar a Cristo como corporal, la personalidad representante (y Adán como su presagio, Romanos 5:14), fue recibida arriba al expresar el ser de Cristo: él es «el último Adán» (1 Corintios 15:45), o el «segundo hombre del cielo» (1 Corintios 15:47), y no uno hecho «de la tierra, terrenal» (1 Corintios 15:47; Génesis 2:7). Algunos estudiosos detectan una referencia adánica en varios otros pasajes del Nuevo Testamento: por ejemplo, en el lenguaje sobre «la gloria de Cristo, el cual es la imagen (gr. eikōn) de Dios» (2 Corintios 4:4). Tal vez esto es un eco del lenguaje de Génesis 1:26-27 sobre Adán, al ser creado a imagen de Dios. Si es así, Pablo estaría pensando aquí de Cristo como el Adán perfecto, con su humanidad expresándose a la perfección en la imagen divina. Pero esta exégesis no es totalmente convincente. Uno puede ser igualmente menos convencido por aquellos que encuentran una referencia a Adán en dos pasajes hímnicos (o al menos poéticos): Colosenses 1:15-20 y Filipenses 2:6-11.

### Colosenses 1:15

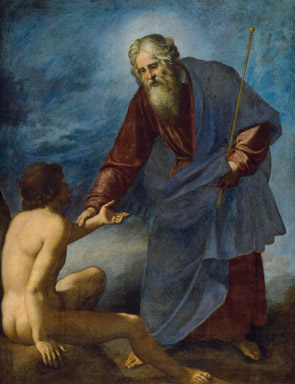
Dios crea a Adán: nótese la representación simbólica de la mano de Dios en el brazo de Adán. Pintura de Jacopo da Empoli (1632), Galería de los Uffizi.

En Colosenses 1:15, Cristo es llamado «la imagen (eikōn) del Dios invisible, el primogénito de toda creación». De forma aislada, este versículo podría tomarse solamente en un sentido adánico como una referencia a Cristo como el primer ser creado, el ser humano arquetípico que visiblemente refleja a Dios, el Creador invisible. Sin embargo, el contexto sugiere encontrar el fondo en la sabiduría personificada, la imagen perfecta de Dios (Sabiduría 7:26) y el agente de la creación (Proverbios 8:22-31). Los versículos que siguen hablan de «todas las cosas» que son «creadas por medio de él y para él», de su ser «antes de todas las cosas» y «todas las cosas en él subsisten», y de la plenitud de la Deidad habita en él (Colosenses 1:16-17, 19). Cualquier paralelismo con Adán, quien fue simplemente hecho a la imagen y semejanza divina, queda abandonado aquí. Por el contrario, se dice que todo lo creado, incluyendo lo invisible («sean tronos, sean dominios, sean principados, sean potestades»; Colosenses 1:16) se originó a través de Cristo (como agente creativo) y para Cristo (como meta final); asimismo, es el principio de la cohesión en la posesión del universo. Además, es poco plausible argumentar que un simple modelo adánico hace justicia al lenguaje de que «la plenitud de la Deidad» habita en Cristo (Colosenses 1:19-20; cf. Colosenses 2:9).
El contexto de Colosenses 1:15, por lo tanto, pide interpretar «la imagen del Dios invisible» como señalando a Cristo estando en el lado divino y ser el revelador perfecto de Dios; una idea en paralelo con Juan 1:18 y 2 Corintios 4:4. Al igual que el himno o poema en Colosenses, Hebreos también retrata a Cristo como el equivalente exacto (divino) a través de quien el Padre habla y se revela, y que es él quien sostiene el universo entero: «Él es el resplandor de su gloria y la expresión exacta de su naturaleza, y sostiene todas las cosas por la palabra de su poder» (Hebreos 1:3).
Todo el contexto de Colosenses 1:15-20 sugiere una interpretación más adánica y humana de «el primogénito de toda creación». Cristo es el «primogénito» en el sentido de ser anterior y superior a toda la creación, al igual que en virtud de su resurrección de entre los muertos es supremo con respecto a la Iglesia (Colosenses 1:18). El enfático y repetido kai autos (gr. «y él») de Colosenses 1:17, 18 subraya la absoluta «preeminencia» de Cristo en el orden de la creación y la historia de la salvación; él es preeminente tanto cosmológicamente y soteriológicamente. Él, a través del cual el universo fue creado, es el mismo Cristo que formó la Iglesia levantándose de los muertos. Él ha participado activamente en la creación y la redención.

### Filipenses 2
En el himno de Filipenses 2, cualquier interpretación adánica del estado anterior de Cristo, «en forma de Dios», y disfrutando «ser igual a Dios» (Filipenses 2:6) parece convertirse en dudosa por lo siguiente. Este estado divino y modo de existencia se coloca en contrapartida (el enfático «sino» de «sino que se despojó a sí mismo») para el posterior estado de «asumir la condición de esclavo», «hecho semejante a los hombres», y «estando en la condición de hombre» (Filipenses 2:7). Es lo que se dice en el v. 7 que primero pone a Cristo con la comunidad de los seres humanos y su imagen colectiva, Adán. Cristo pertenecía a la esfera eterna de la existencia divina (Filipenses 2:6), y se unió a la esfera humana (y adánica) solamente cuando él asumió otro modo de existencia (Filipenses 2:7), que ocultaba su apropiado ser (divino). Sin embargo, al hablar de Cristo como negándose a utilizar su divinidad para su propio beneficio o explotarla por sí mismo, el v. 6 también podría estar contrastando su humildad (en convertirse en humano y morir la muerte de un esclavo) con la aspiración presuntuosa de Adán (y Eva) de disfrutar de la igualdad ilegítima con Dios y ser «como Dios» (Génesis 3:5-6).

## Simbolismo post-Nuevo Testamento
Si se acepta el círculo más amplio de referencias a Adán o se limita a sí mismo a las claras referencias en Romanos 5 y 1 Corintios 15, el Nuevo Testamento usa el lenguaje adánico para expresar el ser de Jesús y, más aún, su labor y meta. En los tiempos post-Nuevo Testamento, el símbolo adánico demostró una figura valiosa para Clemente de Alejandría, Orígenes (m. 254), Atanasio de Alejandría (c. 296-373), Hilario de Poitiers (c. 315-367), Gregorio Nacianceno (329-389), Gregorio de Nisa (c. 330-395) y otros Padres de la Iglesia, cuando presentan e interpretan la persona y obra de Cristo. Ireneo (c. 130-200), en particular, hizo mucho para elaborar un mayor paralelismo antitético entre Adán y Cristo, con este último revirtiendo al fracaso del primero. En un pasaje típico de sus Adversus haereses, escribió:
El Hijo de Dios [...] fue el hombre encarnado y hecho; y luego se sumó a la larga línea de la raza humana, procurando para nosotros una salvación integral, para que podamos recuperar en Cristo Jesús lo que en Adán que habíamos perdido, a saber, el estado de ser la imagen y semejanza de Dios. (3.18.1)

## En el islam
El Corán compara directamente a Jesús con Adán en términos de cómo llegó a existir. Sura Al-Imran dice: «De cierto, de la semejanza de Jesús ante Allah es la semejanza de Adán, a quien creó de tierra y luego le dijo: ¡Existe! Y él existió».